# P&I Personal & Informatik
Die P&I Personal & Informatik AG (kurz: P&I AG) ist ein deutsches Unternehmen, das Software-Entwicklung und IT-Dienstleistungen für das Personalwesen in Unternehmen und Behörden anbietet. Die Gesellschaft war von 1999 bis 2014 an der Frankfurter Börse im Prime Standard notiert.

## Unternehmensgeschichte

P&I Firmenzentrale Wiesbaden

Den Ursprung des Unternehmens bildete die 1968 von Egbert Becker gegründete D.O.S. Data Organisation Service GmbH, die mit der Software DOSLIB.LOGA ein Gehaltsabrechnungssystem für IBM-Großrechner anbot. Aus ihr entstand 1993 die P&I Personal & Informatik GmbH, die sich auf die Entwicklung einer Lohn- und Gehaltsabrechnungssoftware für den PC konzentrierte. Diese wurde 1995 unter dem Namen LOGA®2001 veröffentlicht und basierte auf einer Client/Server-Architektur mit der Programmiersprache C++.
Das Unternehmen wurde 1998 in eine Aktiengesellschaft umgewandelt und ging ein Jahr später an die Börse. Neben der Entgelt- und Reisekostenabrechnung umfasste das Produktportfolio der P&I AG zu diesem Zeitpunkt die in das System integrierten Personalmanagement-Module für Bewerbermanagement, Seminarverwaltung, Personalentwicklung, Personalkostenhochrechnung, Stellenplanung, Personalakte und Mitarbeiterbeurteilung.
2001 eröffnete das Unternehmen ein internationales Entwicklungszentrum in Bratislava (Slowakei), in dem die Länderversionen von P&I LOGA für die Schweiz, Österreich, Tschechien, die Slowakei und die Niederlande entwickelt werden.
Die Produktpalette wurde 2002 um das webbasierte Mitarbeiter- und Führungskräfteportal P&I HCM erweitert. 2005 folgte die Integration des Zeitmanagements, wodurch P&I fortan eine Gesamtlösung für sämtliche Teilbereiche der Personalarbeit lieferte: Entgeltabrechnung, Personalmanagement und Zeitmanagement.
Mit der Eröffnung des Entwicklungsstandorts Žilina führte P&I 2008 die europäische Expansion weiter voran, und seit der Übernahme der GRONEMEYER Gesellschaft für Datentechnik, EDV und Organisationsberatung 2009 verfügt das Software-Unternehmen über eine Stand-Alone-Lösung rund um Zeitwirtschaft, Zutrittskontrolle und Workforce-Management.
2012 übernahm die P&I AG in Thalwil, Schweiz, die Aktien der Davoser Mirus Software AG, dem Marktführer von HR-Software in der Schweizer Hotel-, Gastro- und Touristikbranche. Angesichts der zunehmenden Digitalisierung begann die P&I schon frühzeitig mit dem Aufbau einer neuen Produktlinie. Diese umfasst das Employee-Self-Service-System P&I LOGA3, das HR-Expertensystem P&I LOGA (web) sowie den Wissenspool P&I HR-BIGDATA. Ergänzt werden diese Bestandteile durch die weiteren Module P&I Bewerber3, P&I Doku3, P&I Talent3 und P&I Seminar3. All diese Software-Komponenten sind inzwischen Teil der vollintegrierten HR-Plattform P&I LogaAll-in, die das gesamte Produktportfolio der P&I in sich vereint und dem Konzept von Software-as-a-Service folgt. Das Ziel ist dabei die Standardisierung und Automatisierung von HR-Prozessen, wodurch die Personalabteilungen merklich entlastet und die Mitarbeiter und Führungskräfte vermehrt in den Vordergrund gerückt werden sollen.
P&I eröffnete 2015 den ersten außereuropäischen Entwicklungsstandort im Silicon Valley, Kalifornien, sowie 2017 ein Entwicklungszentrum in Ioannina, Griechenland. 2018 feierte das Unternehmen sein 50-jähriges Bestehen und schloss zugleich die umfassenden Renovierungsmaßnahmen an der Wiesbadener Firmenzentrale ab.

## Wechselnde Eigentümer
Der Private-Equity-Investor The Carlyle Group (NASDAQ: CG) übernahm 2004, nachdem sich die Unternehmensgründer in den Ruhestand verabschiedeten, die P&I AG durch ein freundliches Übernahmeangebot. 2013 erfolgte die Weiterveräußerung in einem sog. secondary Investment an das Private-Equity-Unternehmen HgCapital. Nach drei Jahren trennt sich HgCapital von der Anteilsmehrheit, blieb aber weiterhin als Minderheitsaktionärin beteiligt. Die Mehrheit wurde durch das Private-Equity-Unternehmen Permira erworben, das auch schon in das Softwareunternehmen TeamViewer investiert hatte. Ende 2019 kam es zu einem erneuten Investorenwechsel, sodass seitdem Hg Saturn die Mehrheit an der Personal & Informatik AG hält.

## Organisationsstruktur und Kennzahlen
Das Unternehmen ist an insgesamt 17 Standorten vertreten. Hauptsitz ist Wiesbaden (Hessen). Bundesweit ist P&I mit weiteren Geschäftsstellen in Hamburg, Iserlohn, Berlin, Bochum und Fockbek vertreten. Im Ausland unterhält P&I Standorte in Österreich, der Schweiz, den Niederlanden, der Slowakei sowie Griechenland.
Im Geschäftsjahr 2020/21 erzielte das Unternehmen einen Umsatz von 151,8 Mio. Euro und beschäftigte rund 538 Mitarbeitende.
2012 stand P&I mit 55,9 Mio. EUR Umsatz auf Platz 24 der Lünendonk-Liste der größten Standard-Software-Unternehmen in Deutschland.